# Омань
Ома́нь (фр. Aumagne) — коммуна во Франции, находится в регионе Пуату — Шаранта. Департамент коммуны — Шаранта Приморская. Входит в состав кантона Сент-Илер-де-Вильфранш. Округ коммуны — Сен-Жан-д’Анжели.
Код INSEE коммуны — 17025.

## Население
Население коммуны на 2010 год составляло 697 человек.
| 1962 | 1968 | 1975 | 1982 | 1990 | 1999 | 2010 |
| ---- | ---- | ---- | ---- | ---- | ---- | ---- |
| 827  | 737  | 636  | 642  | 634  | 610  | 697  |

## Экономика
В 2010 году среди 416 человек трудоспособного возраста (15—64 лет) 294 были экономически активными, 122 — неактивными (показатель активности — 70,7 %, в 1999 году было 63,7 %). Из 294 активных жителей работали 252 человека (134 мужчины и 118 женщин), безработных было 42 (20 мужчин и 22 женщины). Среди 122 неактивных 23 человека были учениками или студентами, 56 — пенсионерами, 43 были неактивными по другим причинам.